# 长沙党史馆
中国共产党长沙历史馆又名长沙党史馆，是位于中华人民共和国湖南省长沙市的一座博物馆，负责中共长沙历史资料和文物的征集、研究、保管并开展陈列展览和宣传教育等工作。
馆内包括中共湘区委员会旧址暨毛泽东杨开慧故居、毛泽东塑像广场、毛泽东诗词对联书法艺术碑廊、中国共产党长沙历史陈列大楼等部分。2024年度，党史馆的一般公共预算拨款为979.32万元。

## 历史沿革
2018年1月18日，设立长沙党史馆，隶属于市委党史研究室，属正科级事业单位。场馆建于1969年，此前先后被用作“万岁馆”、长沙市博物馆、长沙美术馆。
2018年12月4日，长沙党史馆更名为“中国共产党长沙历史馆”。
2019年7月1日建党节，中国共产党长沙历史馆正式对外开放。

## 职责部门
党史馆下设办公室、宣传教育部、展陈文物部、信息技术部、安全保障部5个部门，其接受中共长沙市委党史研究室领导，并负责党史资料及党史文物的征集、收藏、保护与利用，负责党史资料和党史文物、地方党史的研究工作和党史文化交流；负责党史文物陈列展览，负责中共党史、新中国史、改革开放史和社会主义建设史的宣传教育，负责中共湘区委员会旧址及旧址大院的对外开放和维护管理。

## 展馆展览
主馆最初为“毛主席创建中国共产党湘区委员会纪念馆”，于1969年1月开始动工，同年国庆前完工。该建筑以中共党旗装饰正立面中段，正中镶圆形青年毛泽东头像，其头像属为数不多保留至今的实例，细部装饰上大量使用了向日葵、五角星、梭标、火炬等符号，庭院中的路灯亦是梭标（农民起事武器）形状。
党史馆总占地面积约4万平方米，常设二个展览为《长岛人歌动地诗——中国共产党长沙历史陈列》基本陈列和《湘区丰碑》专题陈列。
- 《长岛人歌动地诗——中国共产党长沙历史陈列》分为七个展厅：序厅、建党先声 苍茫大地主沉浮、浴血奋斗 峥嵘岁月铸丰碑、接管建政 全面建设开新局、改革开放 高歌猛进奔小康、逐梦前行 阔步奋进新时代、群星璀璨 名人荟萃展风采[2]。
- 《湘区丰碑》分为四个展厅：勇立潮头 创建组织立标杆、勇担使命工人运动最猛烈、勇猛精进 反帝反封掀高潮、勇毅前行 农民运动好得很[2]。

开馆时间为周二至周日9:00-17:00。